# Oniel Fisher
Oniel Fisher est un footballeur international jamaïcain né le 22 novembre 1991 à Portmore. Il joue au poste de défenseur central.

## Biographie

### Parcours en club
Oniel Fisher est repêché en quarantième position par les Sounders de Seattle lors de la MLS SuperDraft 2015.
Le 14 novembre 2022, Minnesota United annonce que son contrat n'est pas renouvelé au terme de la saison 2022.
Il rejoint Detroit City, formation de USL Championship le 29 mars 2023.

### Parcours en sélection
Fisher dispute son premier match sous le maillot jamaïcain le 11 août 2010 contre l'équipe de Trinité-et-Tobago (victoire 3-1).

## Palmarès
Sounders de Seattle
- Vainqueur de la Coupe MLS en 2016